# Tibouchina patens
Tibouchina patens là một loài thực vật có hoa trong họ Mua. Loài này được Todzia miêu tả khoa học đầu tiên năm 1999.